# Piero Capponi
Piero Capponi (Florencia 1447-Soiana, 25 de septiembre de 1496) político, escritor y condotiero italiano.
Inicialmente destinado a ejercer la actividad mercantil, fue enviado por Lorenzo de Médici, que se dio cuenta de su habilidad para la política, como embajador de la República de Florencia en diversas cortes. Tras la muerte de Lorenzo en 1492, al que sucedió su poco capaz hijo Piero, Capponi se convirtió en uno de los cabecillas del partido contrario a los Médici.  Fue un estadista capaz, concretamente en las negociaciones con Carlos VIII de Francia, que había invadido Italia en el 1494.
Una estatua colocada en uno de los nichos externos de la Galleria degli Uffizi le recuerda.